# MF Stena Nordica
MF Stena Nordica – prom należący do Stena AB, od października 2018 roku pływający na linii Stena Line pomiędzy Gdynią a Karlskoroną w Szwecji. Statek został zbudowany w 2000 roku w stoczni Mitsubishi Heavy Industries w Japonii. Jednostka pływa pod banderą Bahamów.
W przeszłości prom pływał m.in. pomiędzy Holyhead a Dublinem oraz Genuą a Tangerem.